# Тутак-Сефід
Тутак-Сефід (перс. توتك سفيد) — село в Ірані, у дегестані Бакерабад, в Центральному бахші, шахрестані Магаллат остану Марказі. За даними перепису 2006 року, його населення становило 0 осіб.

## Клімат
Середня річна температура становить 14,18°C, середня максимальна – 33,39°C, а середня мінімальна – -8,68°C. Середня річна кількість опадів – 182 мм.
| Клімат поселення                              | Клімат поселення | Клімат поселення | Клімат поселення | Клімат поселення | Клімат поселення | Клімат поселення | Клімат поселення | Клімат поселення | Клімат поселення | Клімат поселення | Клімат поселення | Клімат поселення | Клімат поселення |
| Показник                                      | Січ.             | Лют.             | Бер.             | Квіт.            | Трав.            | Черв.            | Лип.             | Серп.            | Вер.             | Жовт.            | Лист.            | Груд.            |                  |
| Середній максимум, °C                         | 9,50             | 11,90            | 17,32            | 23,04            | 27,62            | 32,17            | 33,39            | 32,53            | 28,52            | 22,14            | 15,94            | 9,71             |                  |
| Середня температура, °C                       | 0,40             | 2,84             | 8,24             | 13,94            | 18,55            | 23,10            | 26,86            | 26,02            | 22,01            | 15,64            | 9,42             | 3,20             |                  |
| Середній мінімум, °C                          | −8,68            | −6,27            | −0,84            | 4,86             | 9,45             | 13,99            | 20,35            | 19,51            | 15,50            | 9,12             | 2,91             | −3,3             |                  |
| Норма опадів, мм                              | 32               | 30               | 34               | 22               | 13               | 2                | 2                | 1                | 0                | 6                | 16               | 24               |                  |
| Середньомісячна швидкість вітру, м/с          | 1.54             | 2.00             | 2.46             | 2.81             | 2.66             | 2.42             | 2.43             | 2.21             | 2.09             | 1.86             | 1.49             | 1.40             |                  |
| Середньомісячна сонячна радіація, кДж/м²·день | 9888             | 13280            | 15770            | 18945            | 22866            | 26723            | 25839            | 24497            | 21538            | 16275            | 11707            | 9649             |                  |
| --------------------------------------------- | ---------------- | ---------------- | ---------------- | ---------------- | ---------------- | ---------------- | ---------------- | ---------------- | ---------------- | ---------------- | ---------------- | ---------------- | ---------------- |
| Джерело:                                      |                  |                  |                  |                  |                  |                  |                  |                  |                  |                  |                  |                  |                  |